# Hermonsaari
Hermonsaari är en ö i Finland. Den ligger i sjön Pieni Riihijärvi och i kommunen Leppävirta i den ekonomiska regionen  Varkaus ekonomiska region  och landskapet Norra Savolax, i den sydöstra delen av landet, 300 km nordost om huvudstaden Helsingfors. Öns area är omkring 970 kvadratmeter och dess största längd är 40 meter i nord-sydlig riktning.